# Deua River
Der Deua River ist ein Fluss im Südosten des australischen Bundesstaates New South Wales.

## Geografie
Der Fluss entspringt in den wilden und dicht bewaldeten Gebirgen des Deua-Nationalparks an der Ostflanke der Great Dividing Range. Sein Einzugsgebiet liegt im Regenschatten und so ist der Deua River ein eher kleiner Fluss, der zudem stark wechselnden Wasserstand zeigt. Der Deua River nimmt seinen Weg durch unbesiedeltes Gebiet durch den Nationalpark nach Norden und dann nach Nordosten. An der Mündung des Araluen Creek wendet er seinen Lauf nach Südosten und mündet westlich von Moruya in den Moruya River.

### Nebenflüsse mit Mündungshöhen
- Running Creek – 376 m
- Georges Creek – 327 m
- Jillaga Creek – 321 m
- Con Creek – 303 m
- Curmulee Creek – 209 m
- Parsons Creek – 191 m
- Beamer Creek – 139 m
- Woola Creek – 131 m
- Telowar Creek – 124 m
- Bettowynd Creek – 119 m
- Moodong Creek – 115 m
- Araluen Creek – 107 m
- Dry Creek – 63 m
- Burra Creek – 11 m[1]

### Die Goldgräbersiedlung Araluen am Araluen Creek
Die Kleinstadt Araluen liegt im Tal des Araluen Creek, einem Nebenfluss des Deua River in seinem Mittellauf. Der Name 'Araluen' bedeutet „Wasserlilie“ oder „Ort der Wasserlilien“ im Dialekt der dortigen Aborigines. Zur Zeit der europäischen Besiedlung wurde Araluen als breites alluviales Tal mit vielen natürlichen Wasserlöchern, mit Wasserlilien bedeckt, beschrieben. Heute gibt es diese Wasserlöcher dort nicht mehr. Wie viele Fluss- und Bachtäler im südöstlichen Australien wurde auch dieses natürliche Tal und sein Wasserlauf durch wilden und unregulierten Goldabbau in der zweiten Hälfte des 19. Jahrhunderts vollkommen zerstört. Es wurden Tausende Tonnen groben Granitsandes bewegt und dies führte zu einer ernsthaften Verschlickung des Unterlaufs des Deua River unterhalb der Mündung des Araluen Creek. Dennoch gibt es im Deua River wertvolle Populationen des bedrohten Australischen Forellenhechtlings und etlicher weiterer einheimischer Süßwasserfische.